# Яковлев, Алексей Сергеевич
Алексей Сергеевич Яковлев (29 апреля 1974, Таганрог) — российский художник, педагог.

## Биография
Алексей Яковлев родился 29 апреля 1974 года в Таганроге.
Окончил Таганрогскую детскую художественную школу, ученик Александра Щенникова и Леонида Стуканова.
Учился в Таганрогском металлургическом колледже и Таганрогском радиотехническом университете. В годы учёбы создал с друзьями несколько рок-групп перформативной направленности — «Чёрный квадрат», «Розовый цинично-сентиментальный слон», «Хободт».
Первая персональная выставка («Живопись», совм. с Валерием Полиенко) состоялась в 1992 году в выставочном зале Таганрогской библиотеки им. А. П. Чехова.
В 1999 году окончил худграф Ростовского государственного педагогического университета. С 1999 по 2004 год преподавал живопись, рисунок и композицию в Таганрогской детской художественной школе им. С. Блонской.
Занимался рекламной фотографией, до 2007 года работал в Москве.
В 2007 году открыл в Таганроге Изостудию Алексея Яковлева, разработав комплекс оригинальных методических приёмов в работе с детьми. Выставки студийцев Яковлева неоднократно отмечались специалистами и прессой.
С 2021 года преподаёт живопись, рисунок и композицию в Таганрогской детской художественной школе им. С. Блонской.
Живёт и работает в Таганроге.

## Работы находятся в собраниях
- Ростовский областной музей изобразительных искусств, Ростов-на-Дону.
- Таганрогский художественный музей, Таганрог[11].
- Музей современного изобразительного искусства на Дмитровской, Ростов-на-Дону.
- Коллекция Галереи «Piter», Таганрог[12].
- Коллекция Галереи ZHDANOV, Таганрог[12].
- Частные коллекции Израиля, Италии, России.

## Персональные выставки
- 2023 — «Протравы». Музей современного изобразительного искусства на Дмитровской, Ростов-на-Дону[13][14][15].
- 2021 — «Частная жизнь изображений». Галерея «Ростов», Ростов-на-Дону[16][17][5][3][12].
- 2020 — «Последняя ночь августа». Галерея «Переулок Парнаха», Таганрог[6][14].
- 2018 — «Красить». Выставочный зал Союза Художников, Таганрог[2][18].
- 1992 — «Живопись» (совм. с В. Полиенко). Выставочный зал Таганрогской библиотеки им. А. П. Чехова, Таганрог[6].

## Избранные групповые выставки
- 2023 — «Магия воды и света». Таганрогский художественный музей, Таганрог.
- 2021 — «Принцип случайного». Музей современного изобразительного искусства на Дмитровской, Ростов-на-Дону[19][20][21].
- 2020 — «Радуга Юга — 2020». Выставочный комплекс СХ РФ, Пятигорск[22].
- 2019 — «После Графа — 2019». Галерея ZHDANOV, Выставочный зал ТО Союза художников России, Таганрог[23].
- 2019 — «Не подводя итоги…». Таганрогский художественный музей, Таганрог[24].
- 2017 — «После Графа». Галерея ZHDANOV, Выставочный зал ТО Союза художников России, Таганрог[25][26][27][28].

## Цитаты
- «Творческий принцип Алексея Яковлева — отбрасывать всё несущественное в стремлении охватить изображаемый предмет целиком. В своём тяготении к декоративному началу, он приносит в жертву детали и внешнее подобие оригиналу, акцентируя внимание на способе существования объекта в художественном пространстве»[5] — Светлана Крузе, 2021.
- «Алексея Яковлева нельзя отнести к категории коммерчески успешных художников. Его представления о „красоте“ не совпадают ни со стереотипами „массовой публики“, ни с интересами высоколобых постконцептуалистов. Яковлев обитает в своём внутреннем заповедном мире, со своей оптикой, своими художественными принципами. Ранние дерзкие работы Яковлева свидетельствуют о его явном и радостном увлечении экспрессионизмом, работы последних лет более сдержанны, лаконичны, созерцательны. Цикл ночных пейзажей („Последняя ночь августа“, „Сверчок“) выдаёт в авторе тончайшего колориста. Этот заповедный мир художника Яковлева может приоткрыться только внимательному и заинтересованному зрителю»[5] — Александр Кисляков, 2021.

## Галерея

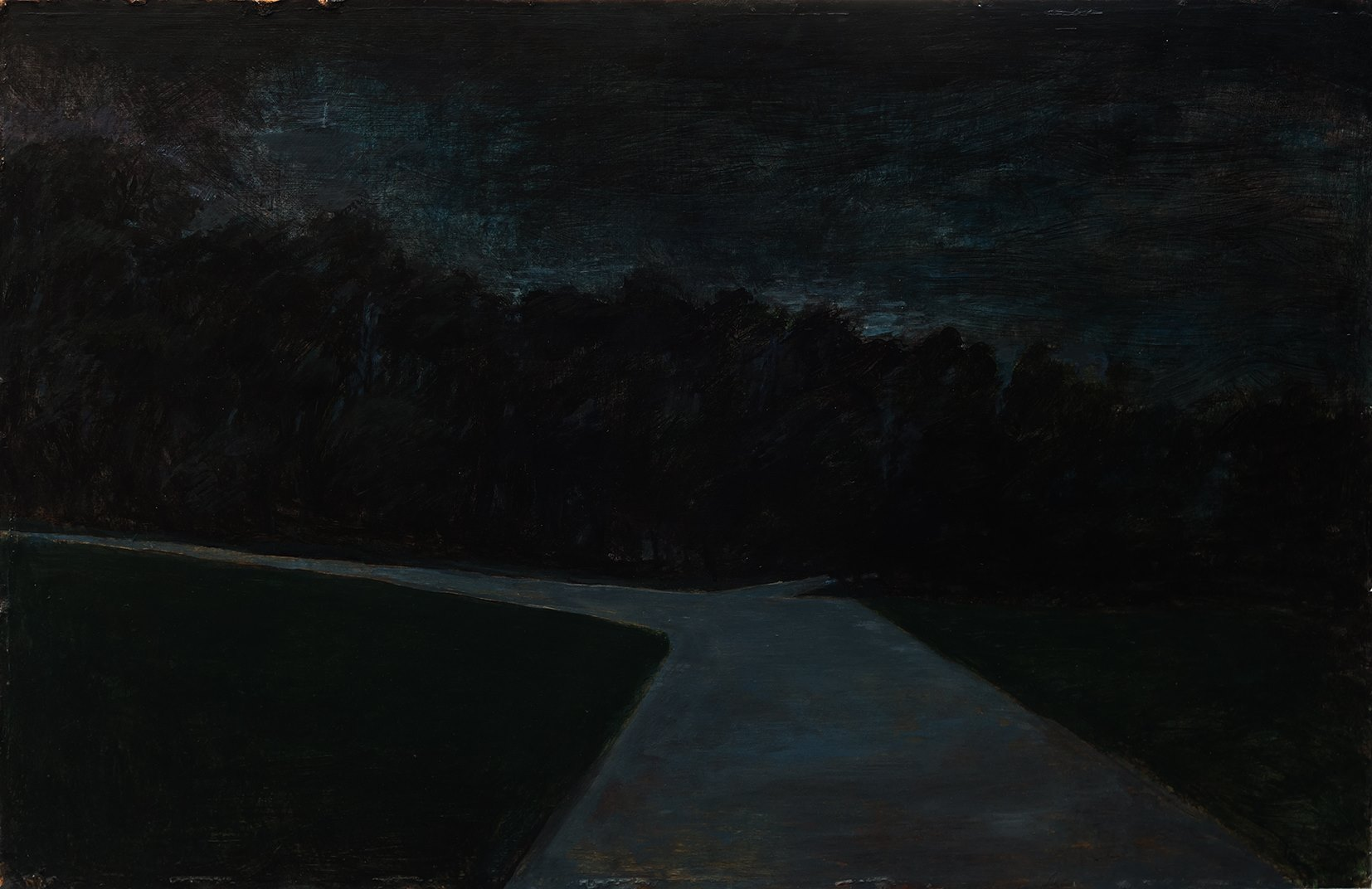
«Последняя ночь августа», орг/акр, 76х112, 2017
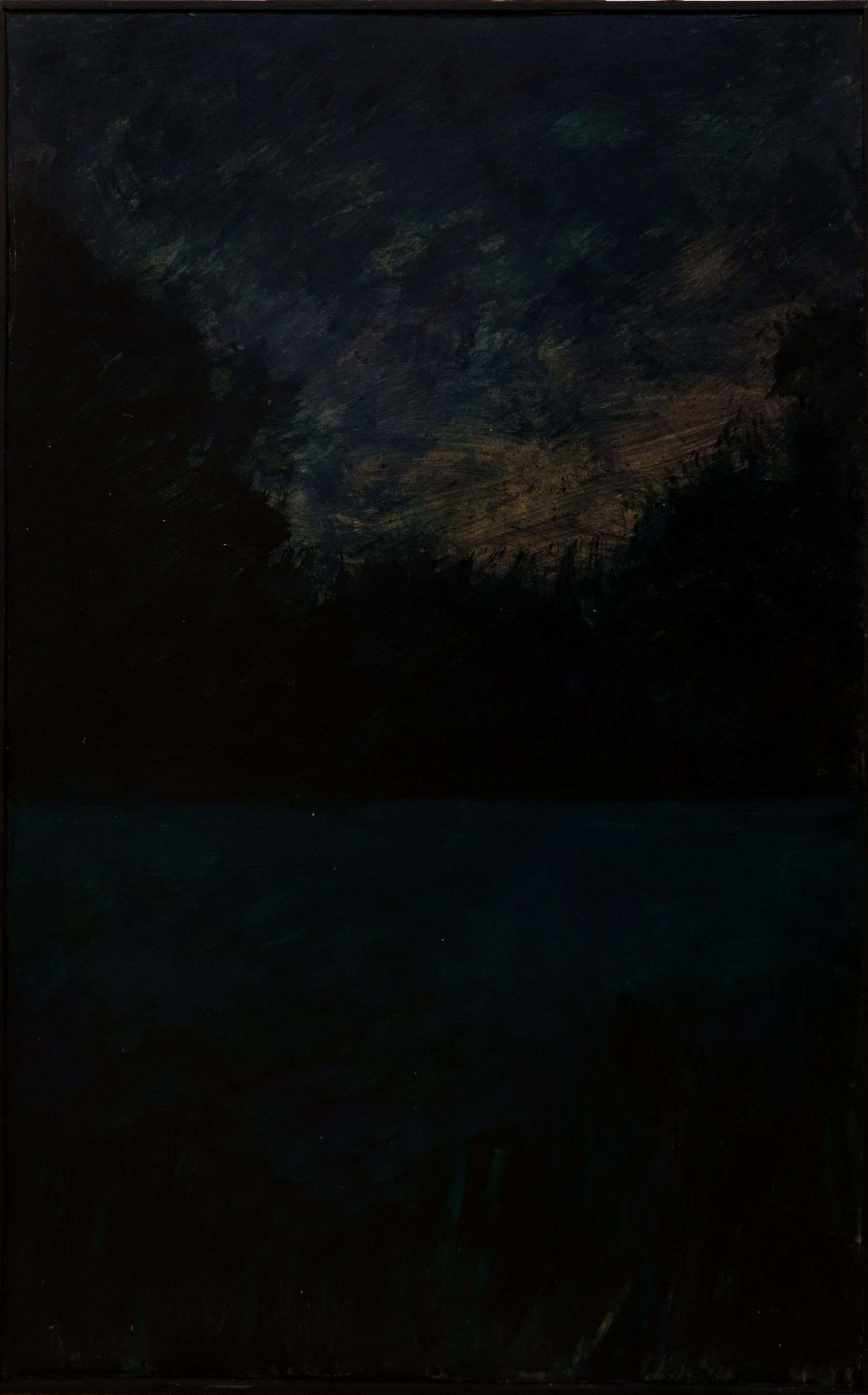
«Сверчок», орг/акр, 86х59, 2017
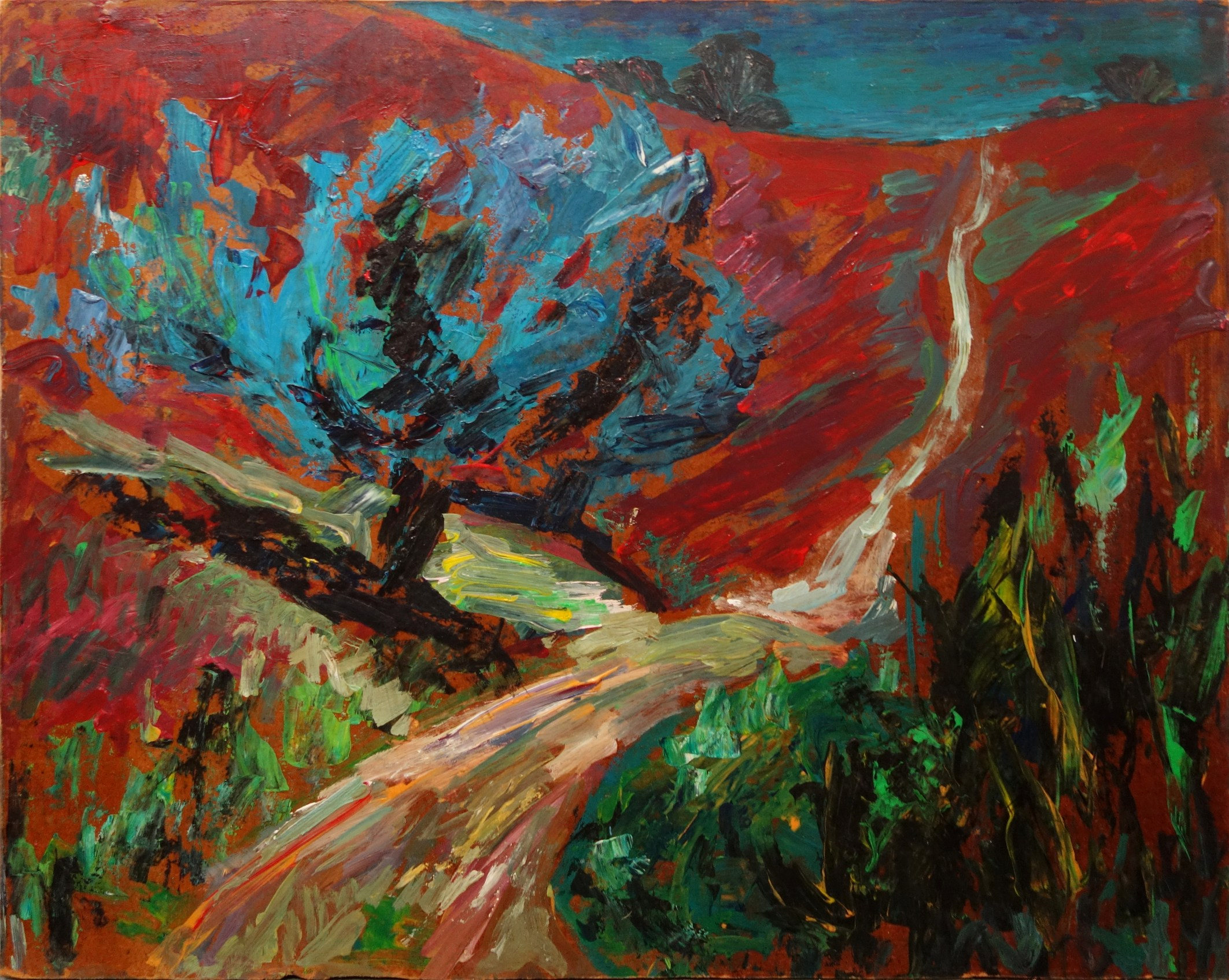
«Красные холмы», орг/акр, 60х70, 2017
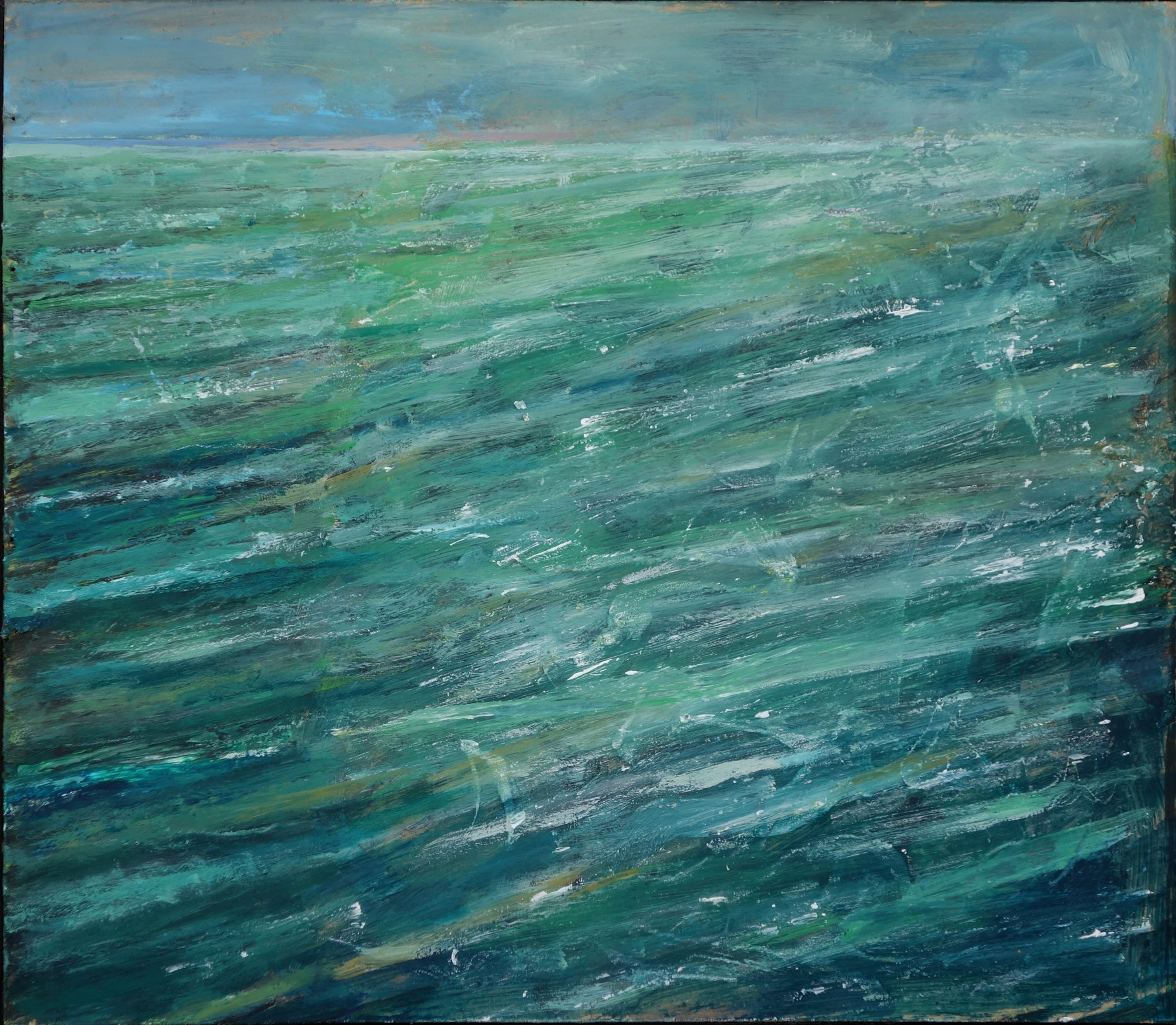
«Таганрогский залив», орг/акр, 37х42, 2017
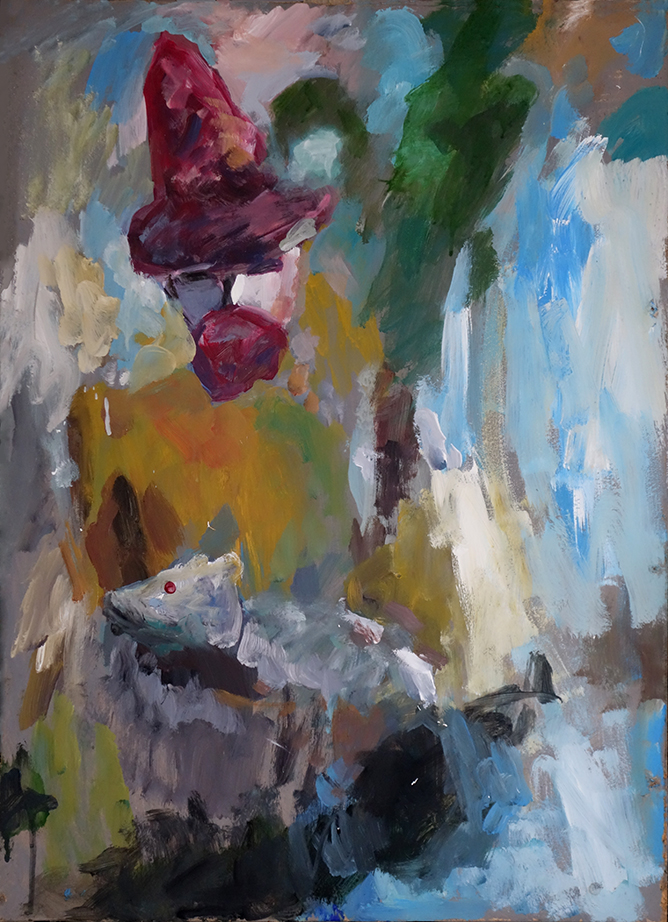
«Автопортрет», к/акрил, 50х35, 2016
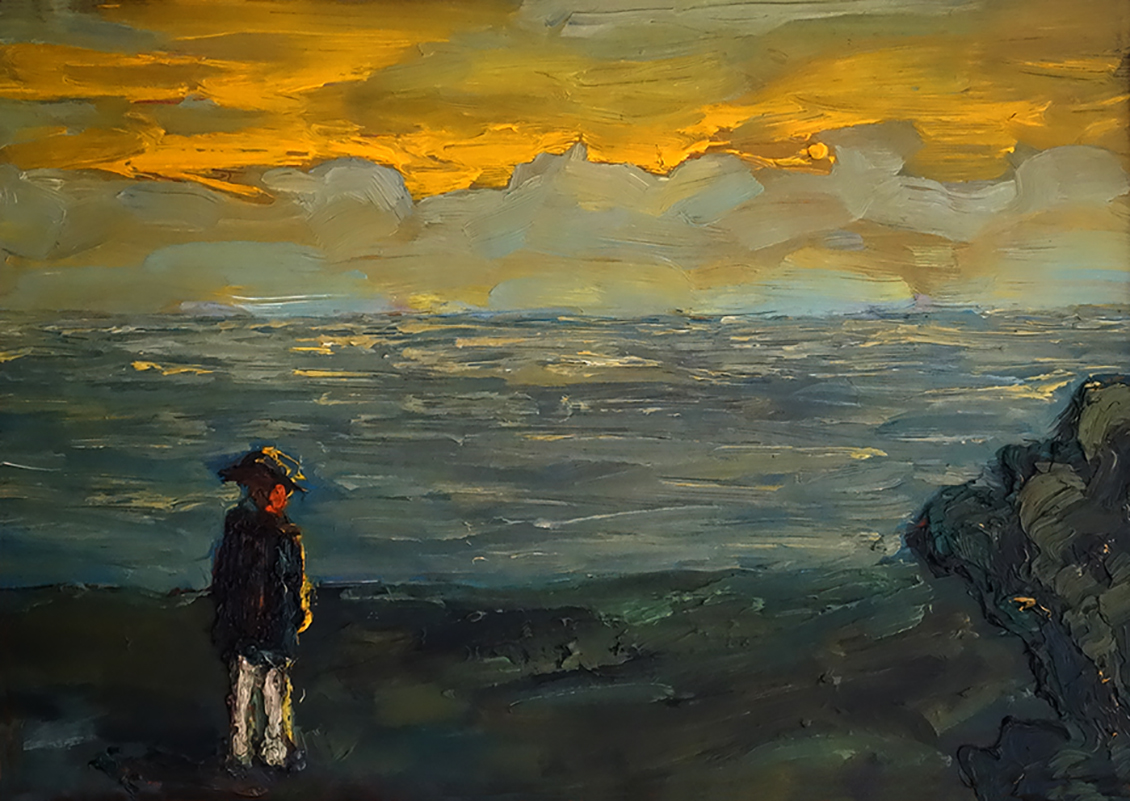
«У моря», к/м, 35х50, 2015
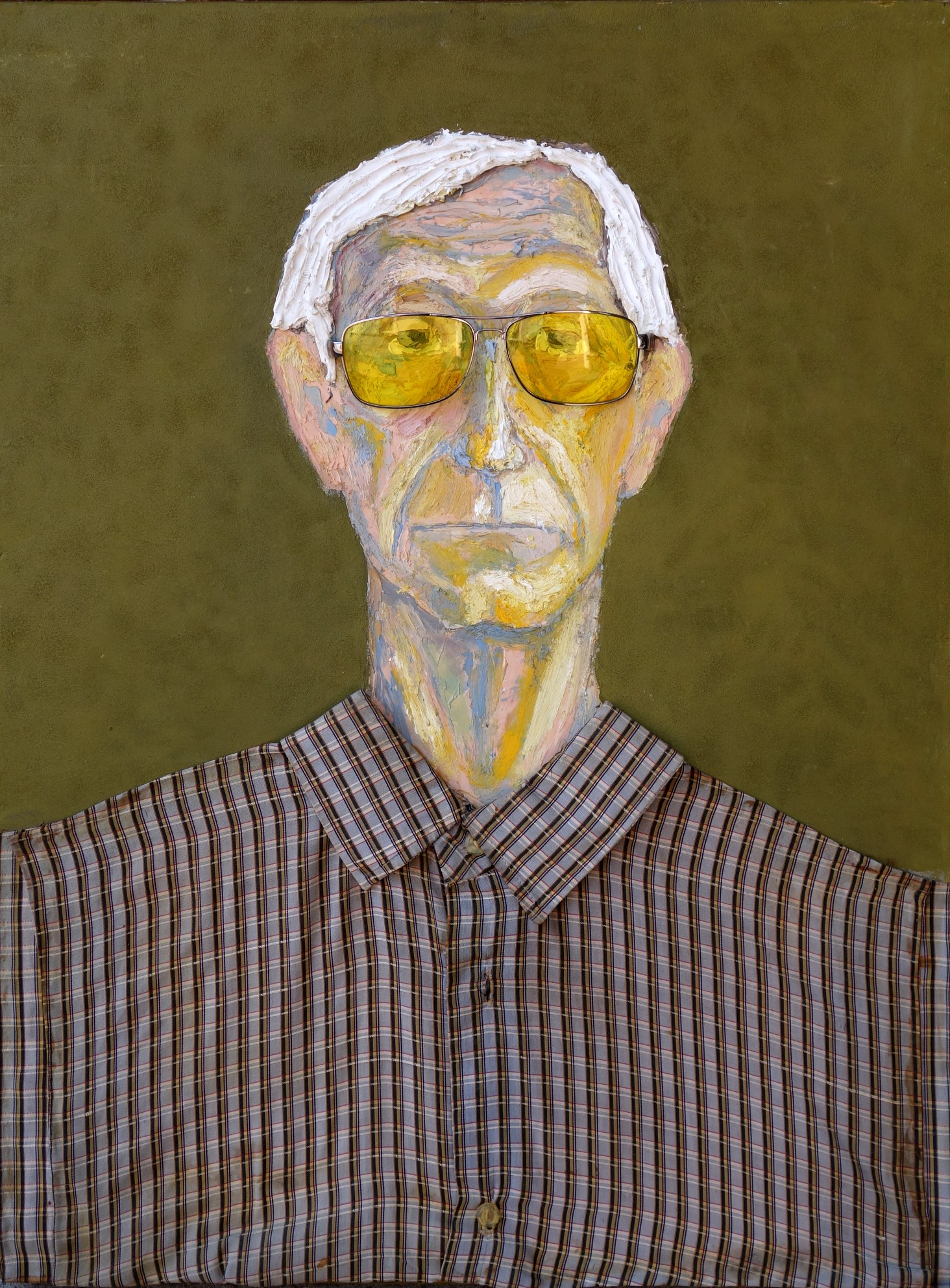
«Портрет отца», орг/м/см. техн., 60х45, 1997
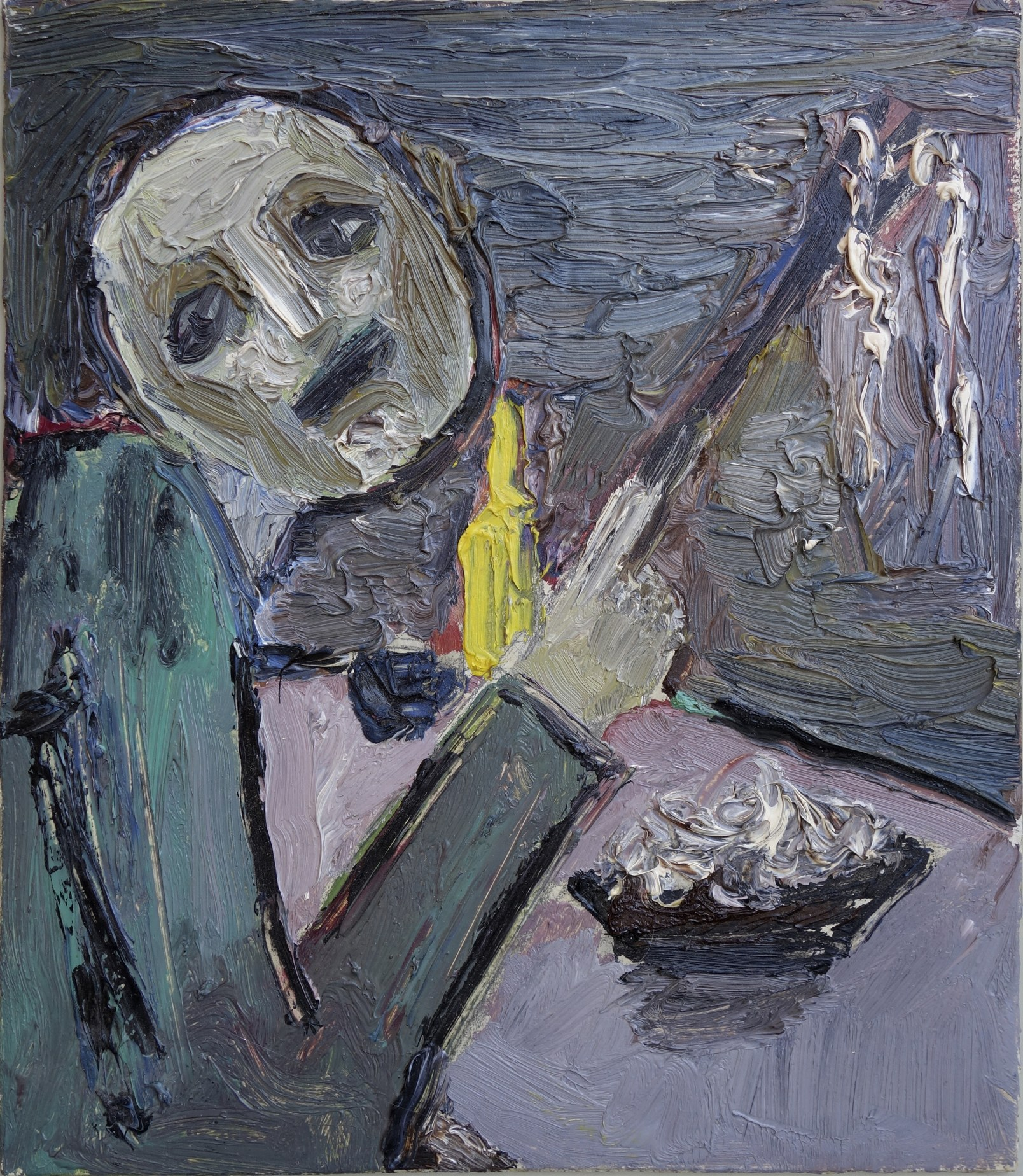
«Едок спагетти», орг/м, 27х23, 1997
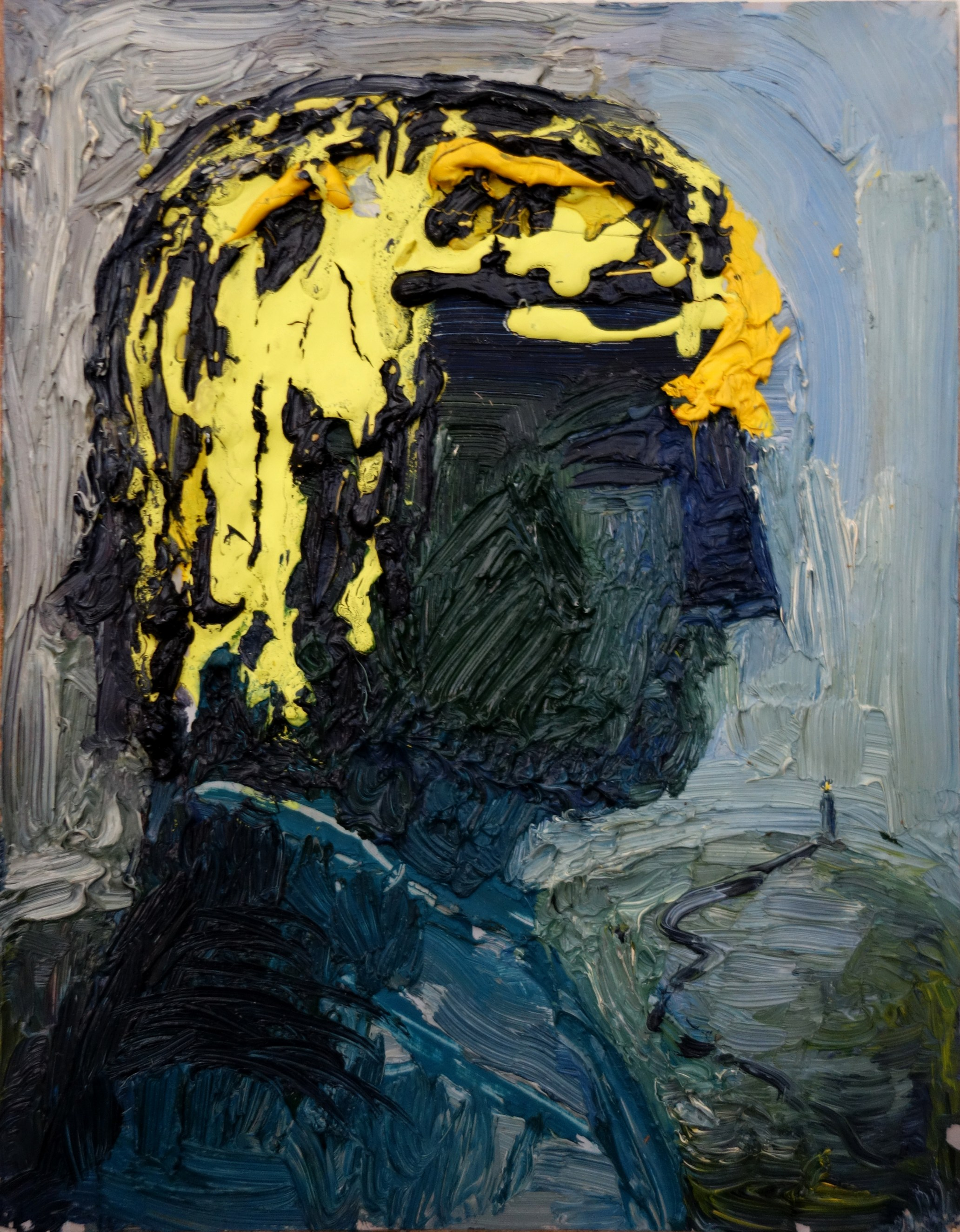
«Портрет Майка Н.», к/м, 24х18, 1995
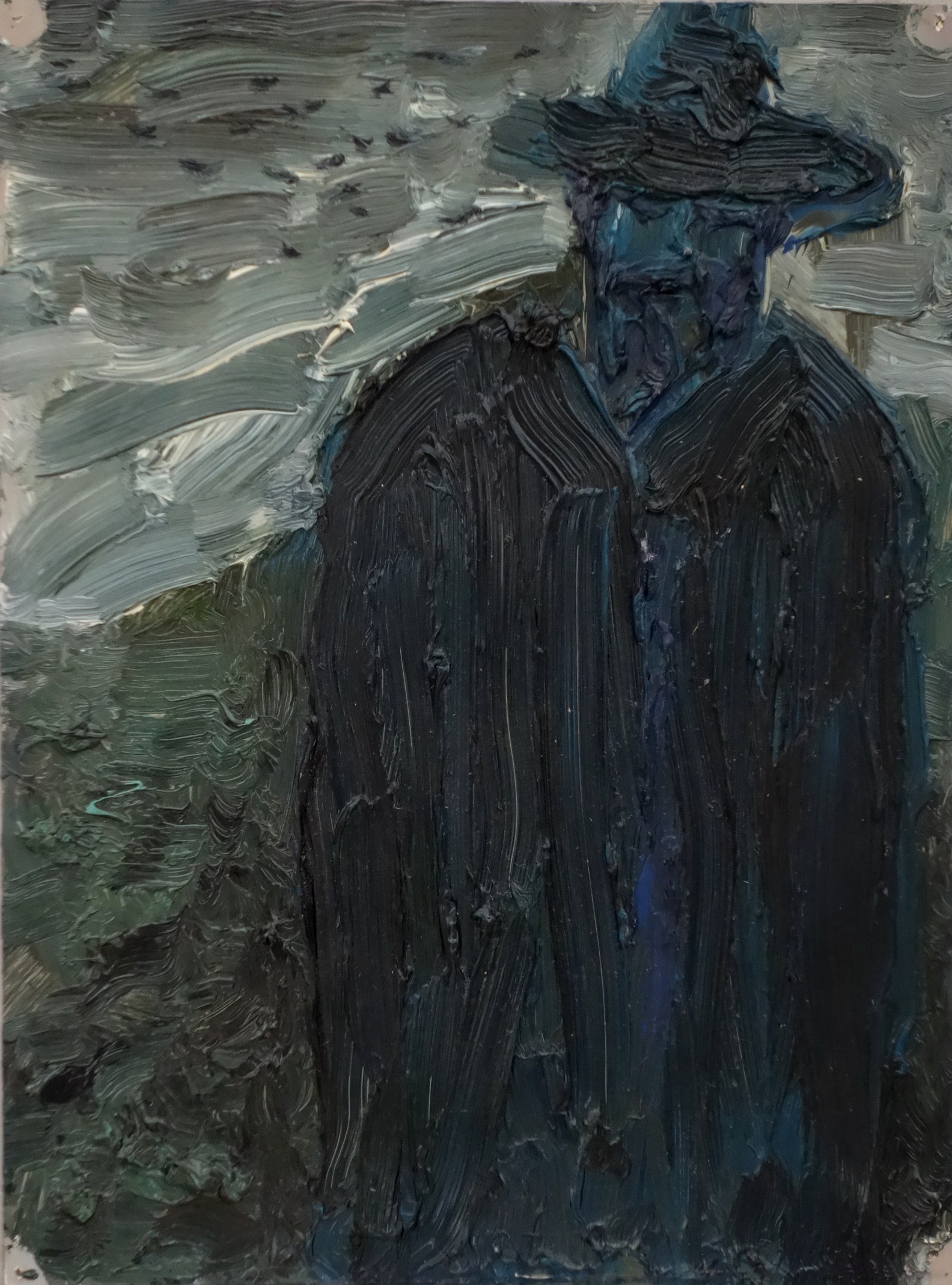
«Прогулка», к/м, 24х18, 1995
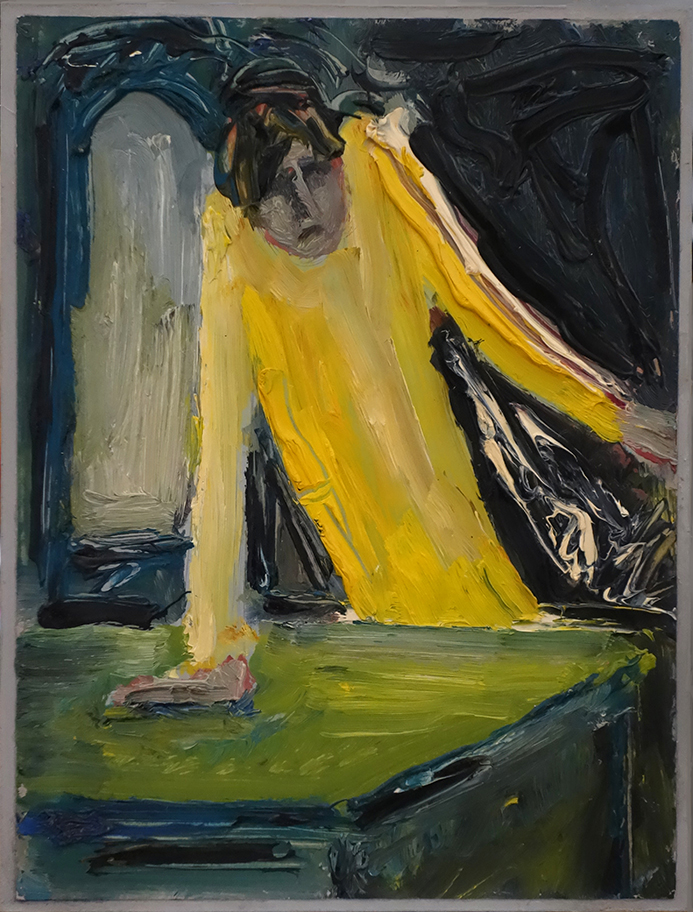
«Портрет друга», к/м, 24х18, 1995
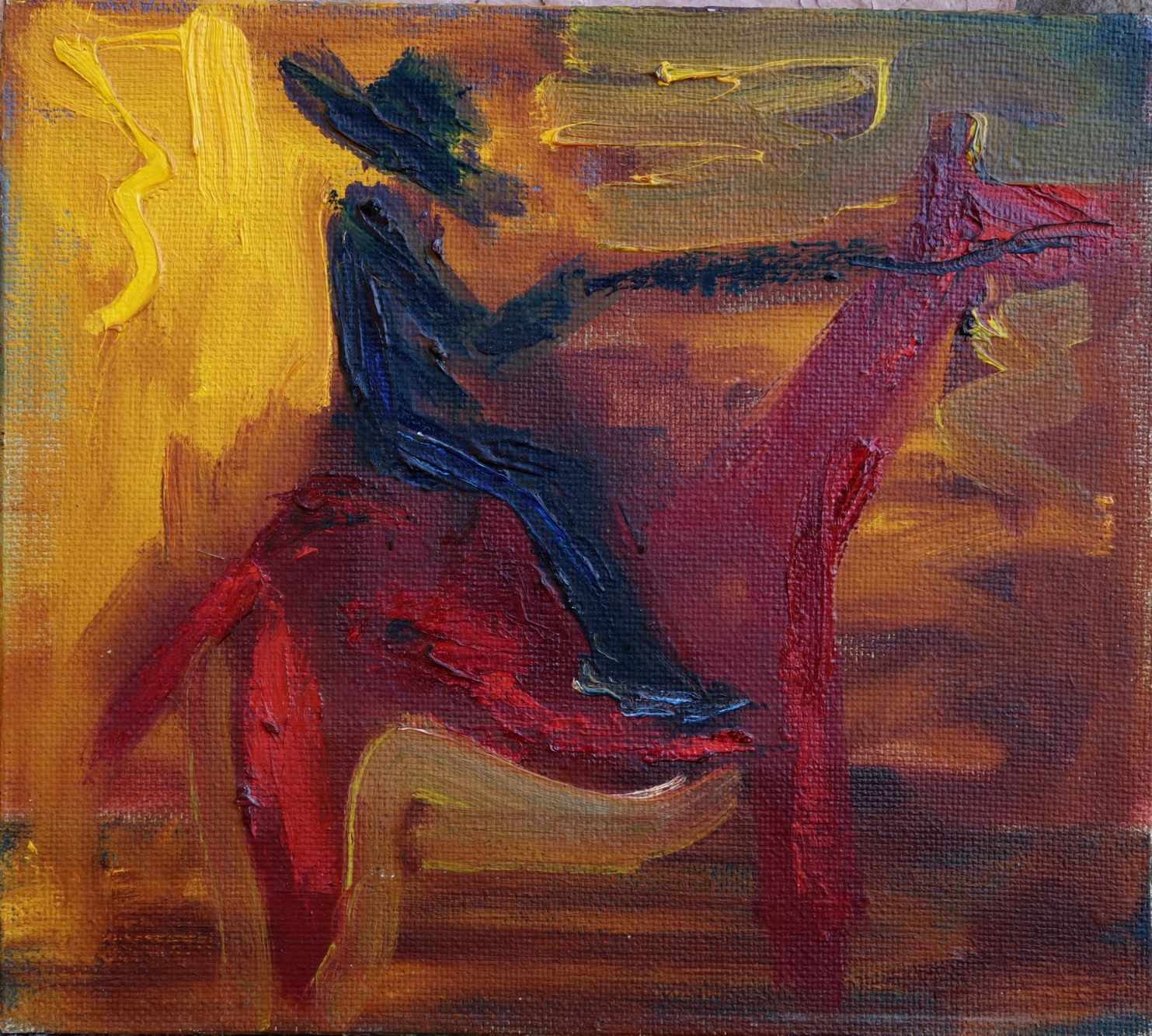
«Всадник», орг/м, 27х30, 1991